# Traveller (Segeln)

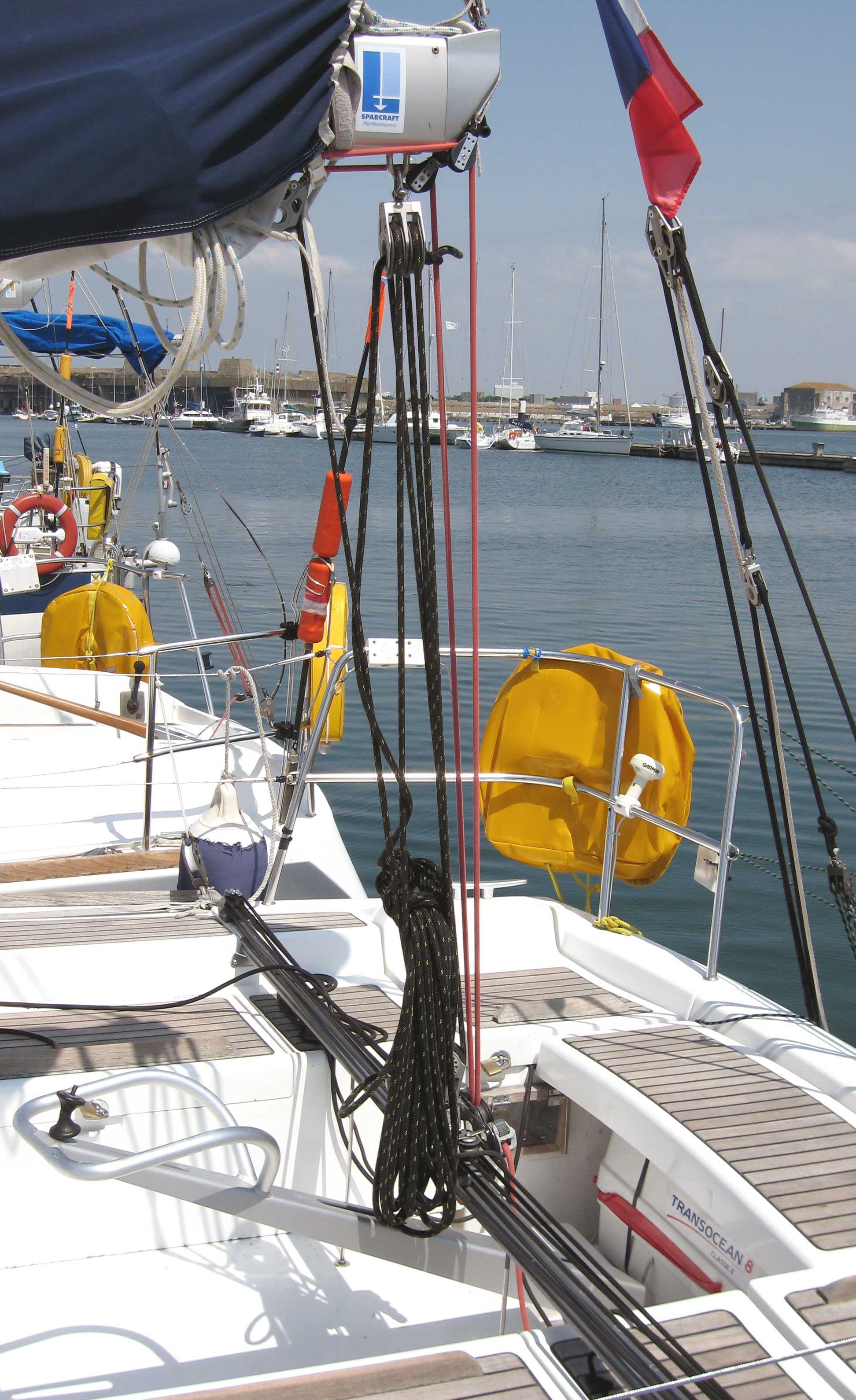
Traveller einer modernen Yacht. Die dünne schwarze Leine dient zum seitlichen Verschieben des Schlittens mittels einer Talje, die aufgeschossene schwarze Leine mit gelben Kennfäden ist die Großschot.

Der Traveller ist ein beweglicher Festmachepunkt der Großschot auf Segelbooten und dient dem optimalen Segeltrimm. Im Prinzip ist der Traveller ein Laufschlitten, der üblicherweise mit Leinenhilfe nach Luv oder Lee bewegt werden kann und den Holepunkt der Großschot entsprechend verlagert.
Durch die Änderung des Holepunkts wird der Angriffswinkel der Schot am Baum und somit die Form des Segels beeinflusst. Je weiter der Traveller in Luv gefahren wird, desto mehr kann sich das Achterliek des Segels öffnen (mehr Twist) und das Segel kann insgesamt bauchiger (runder) werden.
Bei Leichtwind kann man den Traveller nach Luv verschieben, um höher am Wind fahren zu können. Während einer Bö oder bei Starkwind kann der Traveller rasch nach Lee verschoben werden, um die Krängung und Luvgierigkeit des Bootes zu verringern.